# Heterocerus sinaloensis
Heterocerus sinaloensis is een keversoort uit de familie oevergraafkevers (Heteroceridae). De wetenschappelijke naam van de soort is voor het eerst geldig gepubliceerd in 1961 door Pacheco.